# Welcome to the Wayne

Logo de la serie, Welcome to the Wayne

Welcome to the Wayne (El edificio Wayne en Latinoamérica y Bienvenido al Wayne en España) es una serie de televisión infantil estadounidense-canadiense creada por Billy Lopez, se estrenó el 24 de julio de 2017 en Nickelodeon. Welcome to the Wayne se originó como una serie web en línea, que fue lanzada originalmente en Nick.com, del 14 de noviembre al 26 de diciembre de 2014. Tiempo después se confirmó una serie completa para los cortos, la cual estrenó en los Estados Unidos el 24 de julio de 2017 y en Latinoamérica el 22 de enero de 2018.
La serie cuenta con un total de 2 temporadas y 30 episodios, además de los 6 cortos iniciales. Finalizó sus emisiones en Latinoamérica el 15 de febrero de 2019 y en los Estados Unidos el 31 de mayo de 2019, pero la serie estrenó antes en otros países que en los Estados Unidos. La temporada 1 fue emitida completa en Alemania entre el 11 de diciembre de 2017 y el 5 de enero de 2018, emitiendo 11 episodios primero en Alemania antes que en Estados Unidos, además, la temporada 2 fue emitida en su totalidad en Turquía entre los días 17 y 28 de septiembre de 2018 y en Polonia entre el 26 de noviembre y 3 de diciembre de 2018, tiempo antes de su emisión en su país de origen.
Se estrenó en España por Nickelodeon el 4 de diciembre de 2017.

## Sinopsis
La trama narra las aventuras de Olly Timbers,  Ansi Molina,y Saraline Timbers, tres chicos que exploran su imprevisible edificio llamado The Wayne.

## Reparto y personajes
- Ansi Molina (voz de Alanna Ubach)[2]
- Olly Timbers (voz de Billy Lopez)[3]
- Saraline Timbers (voz de Dana Steingold)[4]
- Leif Bornwell III (voz de Noah Galvin)[5]
- Yelena Bishop (voz de Veronica Taylor)
- Flowershirt (voz de Robbie Sublett,[6] originalmente interpretado por Bill Lobley)
- Jonah Bishop (voz de Carey Means,[7] originalmente interpretado por Korey Jackson)
- George the Doorman (voz de Dave Willis,[8] originalmente interpretado por Bill Lobley)
- Wendell Wasserman (voz de Dana Snyder)[9]
- Julia Wiles (voz de Nikki M. James)[10]
- Clara Rhone (voz de Harriett D. Foy)[11]
- Goodness (voz de Charnele Crick)[12]

| Personaje              | Actor de voz original  | Actor de doblaje       |
| Personajes principales | Personajes principales | Personajes principales |
| ---------------------- | ---------------------- | ---------------------- |
| Ansi Molina            | Alanna Ubach           | Ramón Guerra           |
| Olly Timbers           | Billy Lopez            | Carlos Pinto           |
| Saraline Timbers       | Dana Steingold         | Yojeved Meyer          |
| Personajes secundarios |                        |                        |
| George el portero      | Dave Willis            | José Gregorio Quevedo  |
| Jonah Bishop           | Carey Means            | Reinaldo Rojas         |
| Randy el repartidor    | Daniel Abeles          | Luis García            |
| Yelena Bishop          | Veronica Taylor        | Sofía Narváez          |
| Camisa de flores       | Robbie Collier Sublett | Reinaldo Rojas         |
| Masterson              | Marc Thompson          | Luis García            |
| Wendell Wasserman      | Dana Snyder            | Eder La Barrera        |
| Clara Rhone            | Harriet D. Foy         | Lileana Chacón         |
| Julia Wiles            | Nikki M. James         | Lileana Chacón         |
| Leif Bornwell III      | Noah Galvin            | Fernando Márquez       |
| Prismal                | Kevin Conway (inicio)  | Abraham Aguilar        |
| Prismal                | Kevin Conroy (resto)   | Abraham Aguilar        |
| Letreros               | N/A                    | Carlos Pinto           |

### Voces adicionales
- Eder La Barrera
- Lileana Chacón

## Episodios
| Temporada | Temporada | Episodios | Emisión original        | Emisión original        | Emisión en América Latina | Emisión en América Latina |
| Temporada | Temporada | Episodios | Inicio                  | Final                   | Inicio                    | Final                     |
| --------- | --------- | --------- | ----------------------- | ----------------------- | ------------------------- | ------------------------- |
|           | Web serie | 6         | 14 de noviembre de 2014 | 26 de diciembre de 2014 | 20 de enero de 2015       | 20 de enero de 2015       |
|           | 1         | 20        | 24 de julio de 2017     | 26 de octubre de 2018   | 22 de enero de 2018       | 2 de marzo de 2018        |
|           | 2         | 10        | 3 de mayo de 2019       | 31 de mayo de 2019      | 4 de febrero de 2019      | 15 de febrero de 2019     |

### Web serie (2014)
La serie se estrenó como una web serie de cortos en noviembre de 2014. En total se estrenaron 6 cortometrajes en el sitio Nick.com en los Estados Unidos.
| N.º en serie | N.º en temp. | Título      | Dirigido por | Storyboard por                          | Fecha de emisión original | Emisión en América Latina | Código de prod. |
| ------------ | ------------ | ----------- | ------------ | --------------------------------------- | ------------------------- | ------------------------- | --------------- |
| 1            | 1            | «Chapter 1» | Paul Hunt    | Blair Kitchen, Chris Land y Dave Thomas | 14 de noviembre de 2014   | 20 de enero de 2015       | 001             |
| 2            | 2            | «Chapter 2» | Paul Hunt    | Blair Kitchen, Chris Land y Dave Thomas | 21 de noviembre de 2014   | 20 de enero de 2015       | 002             |
| 3            | 3            | «Chapter 3» | Paul Hunt    | Blair Kitchen, Chris Land y Dave Thomas | 28 de noviembre de 2014   | 20 de enero de 2015       | 003             |
| 4            | 4            | «Chapter 4» | Paul Hunt    | Blair Kitchen, Chris Land y Dave Thomas | 12 de diciembre de 2014   | 20 de enero de 2015       | 004             |
| 5            | 5            | «Chapter 5» | Paul Hunt    | Blair Kitchen, Chris Land y Dave Thomas | 19 de diciembre de 2014   | 20 de enero de 2015       | 005             |
| 6            | 6            | «Chapter 6» | Paul Hunt    | Blair Kitchen, Chris Land y Dave Thomas | 26 de diciembre de 2014   | 20 de enero de 2015       | 006             |

### Temporada 1 (2017-2018)
La primera temporada se anunció en abril de 2015, para ser estrenada en 2016. Tiempo después estrenó en los Estados Unidos por Nickelodeon el 24 de julio de 2017, deteniendo su emisión el 21 de septiembre del mismo año, emitiendo solamente 9 de sus episodios. La temporada finalizó por en canal NickToons, emitiendo los 11 episodios restantes entre el 15 y 26 de octubre de 2018.
- Nota: Esta temporada se emitió completa primero en Alemania y Rusia, estrenándose entre el 11 de diciembre de 2017 y el 5 de enero de 2018, emitiendo los 11 episodios faltantes entre el 22 de diciembre de 2017 y 5 de enero de 2018.

| N.º en serie | N.º en temp. | Título                                        | Dirigido por | Storyboard por               | Fecha de emisión original | Emisión en América Latina | Código de prod. |
| ------------ | ------------ | --------------------------------------------- | ------------ | ---------------------------- | ------------------------- | ------------------------- | --------------- |
| 7            | 1            | «Rise and Shine Sleepyhead»                   | Tahir Rana   | Chris Land                   | 24 de julio de 2017       | 22 de enero de 2018       | 101             |
| 8            | 2            | «Like a Happy, Happy Bird»                    | Tahir Rana   | Sasha McIntyre               | 25 de julio de 2017       | 6 de febrero de 2018      | 102             |
| 9            | 3            | «Mail Those Cards, Boys!»                     | Tahir Rana   | Chris Land y Blayne Burnside | 26 de julio de 2017       | 7 de febrero de 2018      | 103             |
| 10           | 4            | «Today Was Wassome»                           | Tahir Rana   | Sasha McIntyrev              | 27 de julio de 2017       | 8 de febrero de 2018      | 104             |
| 11           | 5            | «Some Kind of Tap-Dancing, Beekeeping Whaler» | Tahir Rana   | Caroline Hung                | 28 de julio de 2017       | 9 de febrero de 2018      | 105             |
| 12           | 6            | «Like No Other Market on Earth»               | Tahir Rana   | Michelle Ku y Blair Kitchen  | 18 de septiembre de 2017  | 12 de febrero de 2018     | 106             |
| 13           | 7            | «Beeping the Binklemobile»                    | Tahir Rana   | Chris Land y Jason Armstrong | 19 de septiembre de 2017  | 13 de febrero de 2018     | 107             |
| 14           | 8            | «Spacefish»                                   | Tahir Rana   | Michelle Ku                  | 20 de septiembre de 2017  | 14 de febrero de 2018     | 108             |
| 15           | 9            | «A Pair of Normas»                            | Tahir Rana   | Caroline Hung                | 21 de septiembre de 2017  | 15 de febrero de 2018     | 109             |
| 16           | 10           | «It's the Mid-Season Finale»                  | Tahir Rana   | Chris Land                   | 15 de octubre de 2018     | 16 de febrero de 2018     | 110             |
| 17           | 11           | «Hit It, Toofus!»                             | Tahir Rana   | Rachel Peters                | 16 de octubre de 2018     | 19 de febrero de 2018     | 111             |
| 18           | 12           | «Wall-to-Wall Ping-Pong Ball»                 | Tahir Rana   | Michelle Ku y Bram Cayn      | 17 de octubre de 2018     | 20 de febrero de 2018     | 112             |
| 19           | 13           | «Swap Shop Hop & Bop»                         | Tahir Rana   | Caroline Hung                | 18 de octubre de 2018     | 21 de febrero de 2018     | 113             |
| 20           | 14           | «8:08:08»                                     | Tahir Rana   | Michelle Ku                  | 19 de octubre de 2018     | 22 de febrero de 2018     | 114             |
| 21           | 15           | «Flutch»                                      | Tahir Rana   | Caroline Hung                | 22 de octubre de 2018     | 23 de febrero de 2018     | 115             |
| 22           | 16           | «What's For Linner?»                          | Tahir Rana   | Chris Land                   | 23 de octubre de 2018     | 26 de febrero de 2018     | 116             |
| 23           | 17           | «Leave the Funny, Find the Bunny»             | Tahir Rana   | Bram Cayne                   | 24 de octubre de 2018     | 27 de febrero de 2018     | 117             |
| 24           | 18           | «Gimble in the Wabe»                          | Tahir Rana   | Caroline Hung y Oilbur Rocha | 25 de octubre de 2018     | 28 de febrero de 2018     | 118             |
| 25           | 19           | «Keep an Eye on the Nose»                     | Tahir Rana   | Bram Cayne y Caroline Hung   | 26 de octubre de 2018     | 1 de marzo de 2018        | 119             |
| 26           | 20           | «So This Is Glamsterdam»                      | Tahir Rana   | Caroline Hung y Chris Land   | 26 de octubre de 2018     | 2 de marzo de 2018        | 120             |

### Temporada 2 (2018-2019)
La segunda y última temporada de la serie cuenta con 10 episodios y fue estrenada en los Estados Unidos entre los días 3 y 31 de mayo de 2019.
- Nota: Esta temporada se emitió primero en Turquía y África, estrenándose entre los días 17 y 28 de septiembre de 2018. Además, también se emitió antes en Latinoamérica que en su país de origen.

| N.º en serie | N.º en temp. | Título                                           | Dirigido por | Storyboard por                   | Fecha de emisión original | Emisión en América Latina | Código de prod. |
| ------------ | ------------ | ------------------------------------------------ | ------------ | -------------------------------- | ------------------------- | ------------------------- | --------------- |
| 27           | 1            | «We're Gonna Need a Bigger Cup»                  | Tahir Rana   | Bram Cayne y Will Jeyasingham    | 3 de mayo de 2019         | 4 de febrero de 2019      | 201             |
| 28           | 2            | «Welcome to the Wassermans»                      | Tahir Rana   | Matt Wilson                      | 3 de mayo de 2019         | 5 de febrero de 2019      | 202             |
| 29           | 3            | «An Olly-Day Miracle!»                           | Tahir Rana   | Bram Cayne                       | 10 de mayo de 2019        | 6 de febrero de 2019      | 203             |
| 30           | 4            | «That's Squidjit Bowling»                        | Tahir Rana   | Matt Wilson                      | 10 de mayo de 2019        | 7 de febrero de 2019      | 204             |
| 31           | 5            | «We're the Wayniacs»                             | Tahir Rana   | Aisha Ghali y Firas Momani       | 17 de mayo de 2019        | 8 de febrero de 2019      | 205             |
| 32           | 6            | «Curious Brains of the Wayne»                    | Tahir Rana   | Will Jeyasingham                 | 17 de mayo de 2019        | 11 de febrero de 2019     | 206             |
| 33           | 7            | «Wiles Styles You Over»                          | Tahir Rana   | Bram Cayne y Caroline Hung       | 24 de mayo de 2019        | 12 de febrero de 2019     | 207             |
| 34           | 8            | «The Best Buddy I Never Had»                     | Tahir Rana   | Aisha Ghali                      | 24 de mayo de 2019        | 13 de febrero de 2019     | 208             |
| 35           | 9            | «Some Sort of Bad Luck Curse»                    | Tahir Rana   | Caroline Hung y Will Jeyasingham | 31 de mayo de 2019        | 14 de febrero de 2019     | 209             |
| 36           | 10           | «Whoever Controls the Wayne, Controls the World» | Tahir Rana   | Matthew Wilson                   | 31 de mayo de 2019        | 15 de febrero de 2019     | 210             |